# Región Occidental (Camerún)
La región Occidental o región del Oeste es una de las diez regiones de la República de Camerún, cuya capital es la ciudad de Bafoussam.

## Geografía
Esta región no tiene salida al mar. La provincia tiene una frontera con la región de Noroeste, Adamawa, Centro, Litoral y Sudoeste, en el norte, noreste, este, sur y noroeste.

## Departamentos
Esta región camerunesa posee una subdivisión interna compuesta por unos ocho departamentos a saber: 
- Bamboutos
- Haut-Nkam
- Hauts-Plateaux
- Koung-Khi
- Menoua
- Mifi
- Ndé
- Noun

## Territorio y población
La región de Adamawa tiene una superficie de 13 872 kilómetros cuadrados. Dentro de la misma reside una población compuesta por unas 2 167 995 personas (cifras del censo del año 2005). La densidad poblacional dentro de esta provincia es de 156,29 habitantes por kilómetro cuadrado.
- Datos: Q165784